# Сисси (Эна)
Сисси́ (фр. Sissy) — коммуна во Франции, находится в регионе Пикардия. Департамент коммуны — Эна. Входит в состав кантона Рибмон. Округ коммуны — Сен-Кантен.
Код INSEE коммуны — 02721.

## Население
Население коммуны на 2010 год составляло 484 человека.
| 1962 | 1968 | 1975 | 1982 | 1990 | 1999 | 2010 |
| ---- | ---- | ---- | ---- | ---- | ---- | ---- |
| 607  | 591  | 513  | 510  | 483  | 502  | 484  |

## Экономика
В 2010 году среди 326 человек трудоспособного возраста (15—64 лет) 221 были экономически активными, 105 — неактивными (показатель активности — 67,8 %, в 1999 году было 69,0 %). Из 221 активных жителей работали 205 человек (120 мужчин и 85 женщин), безработных было 16 (11 мужчин и 5 женщин). Среди 105 неактивных 20 человек были учениками или студентами, 49 — пенсионерами, 36 были неактивными по другим причинам.